# Allium giganteum
Allium giganteum es una especie de planta perenne perteneciente a la familia de las amarilidáceas. Esta planta tiene un bulbo comestible que es utilizado como planta medicinal y como planta ornamental.

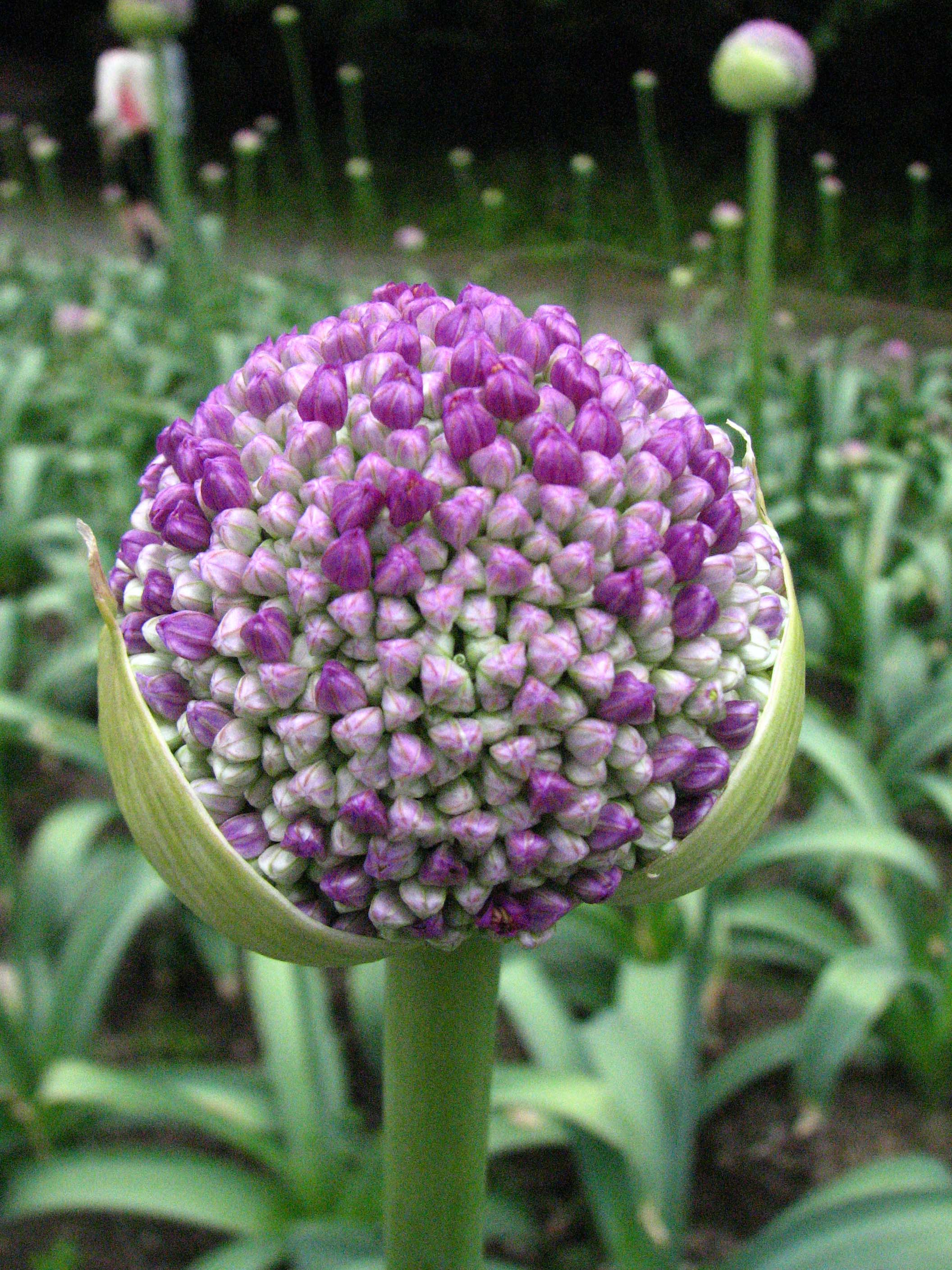
Flores de A giganteum

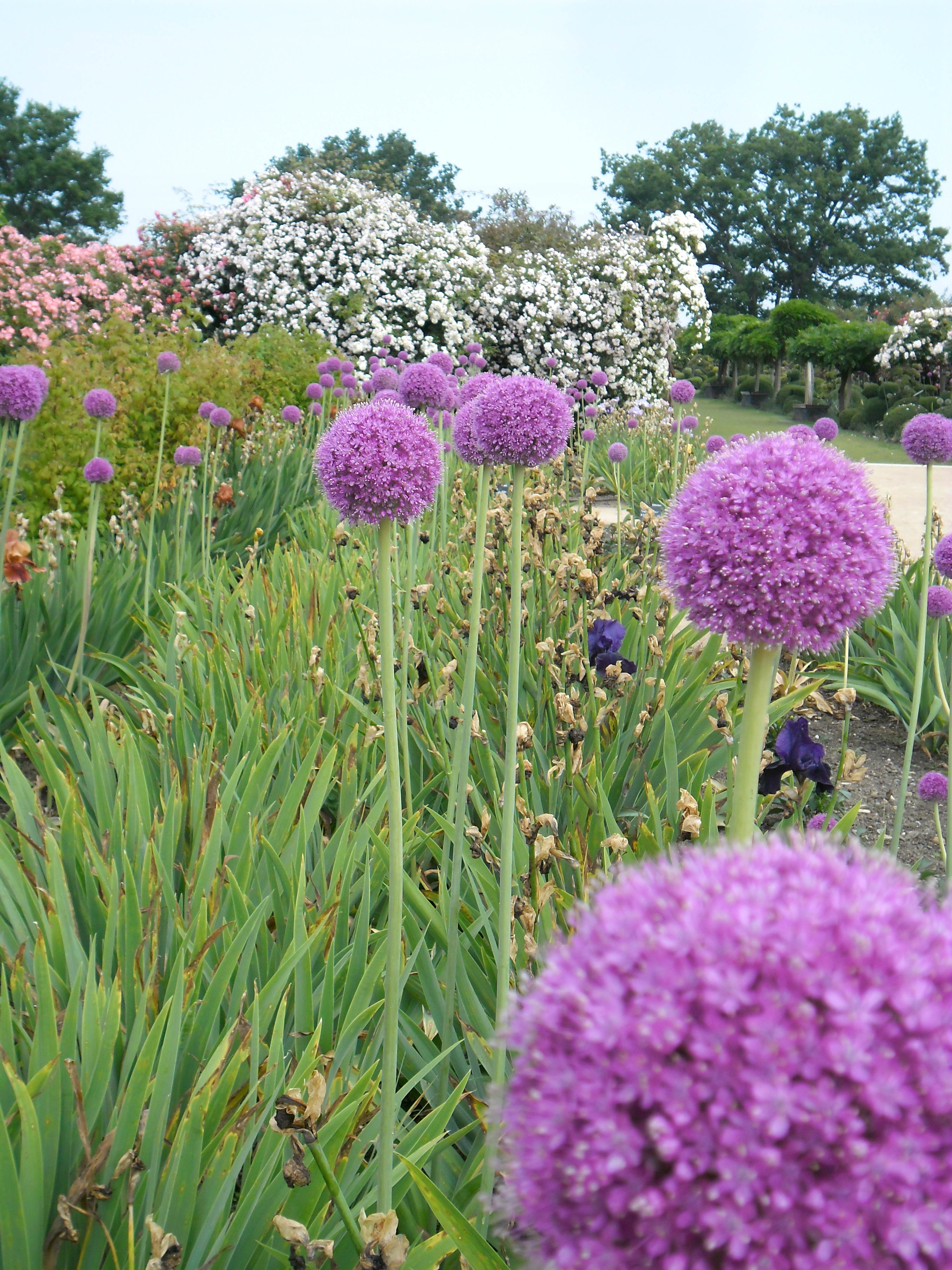
En su hábitat

## Descripción
Esta cebolla gigante es una de las más grandes cebollas ornamentales. Su bulbo perenne se produce en una roseta basal con hojas de color verde-grisáceo. Desde el centro de la roseta basal se alza un desnudo tallo que produce en la primavera tardía una inflorescencia globular en forma de umbela con diminutas flores de color púrpura.

## Propiedades
Aunque no hay informes individuales sobre esta especie, ha habido casos de intoxicación causada por el consumo en grandes cantidades y también por algunos mamíferos. Los perros parecen ser particularmente susceptibles.[cita requerida]

## Distribución
Se encuentra en el este de Asia desde Afganistán y Pakistán al norte hasta Rusia.

## Taxonomía
Allium giganteum fue descrita por Eduard August von Regel y publicado en Gartenflora (1883) 91.
Etimología
Allium: nombre genérico muy antiguo. Las plantas de este género eran conocidos tanto por los romanos como por los griegos. Sin embargo, parece que el término tiene un origen celta y significa "quemar", en referencia al fuerte olor acre de la planta. Uno de los primeros en utilizar este nombre para fines botánicos fue el naturalista francés Joseph Pitton de Tournefort (1656-1708).
giganteum: epíteto latino que significa "gigante,enorme".
Sinonimia
- Allium procerum Trautv. ex Regel, Trudy Imp. S.-Peterburgsk. Bot. Sada 8: 663 (1884).[6]